# Sandra Oh

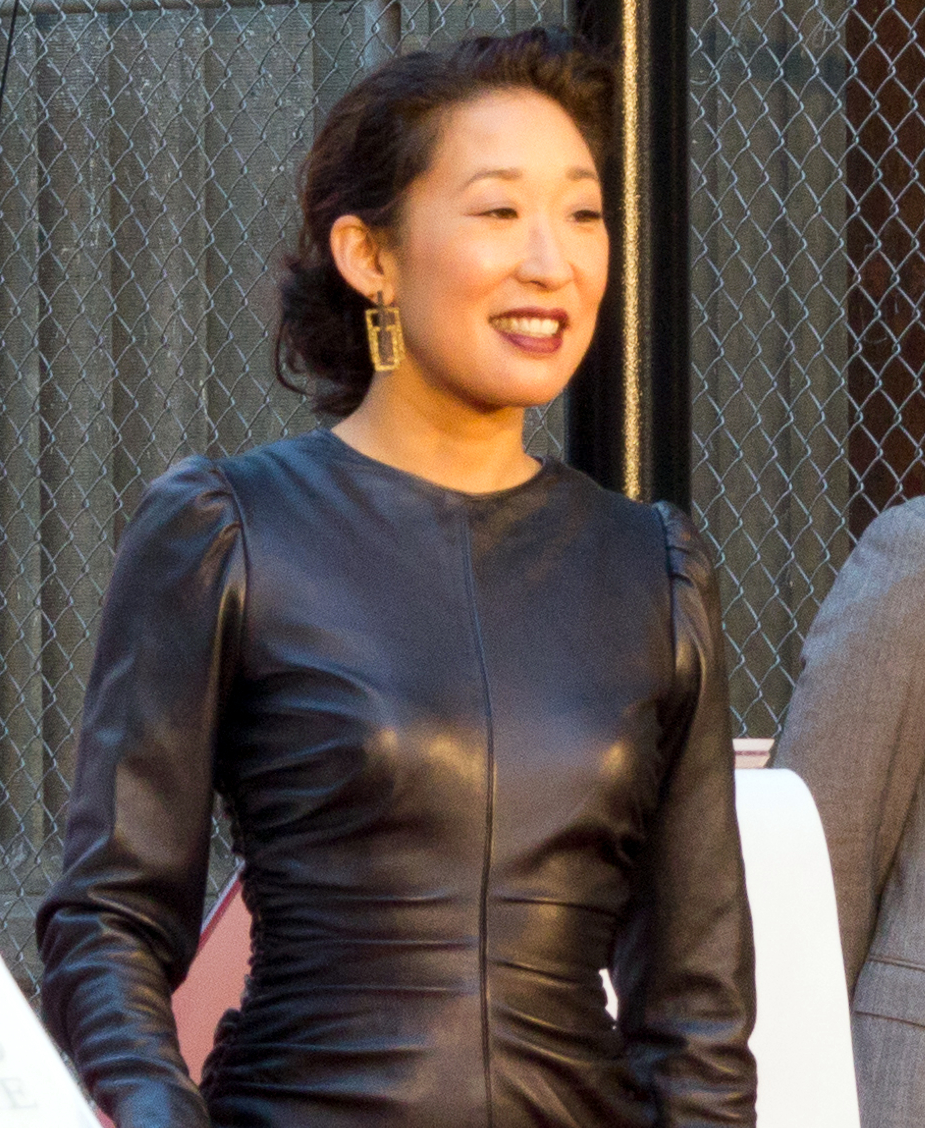
Sandra Oh a la gala del Canada's Walk of Fame, 2011.

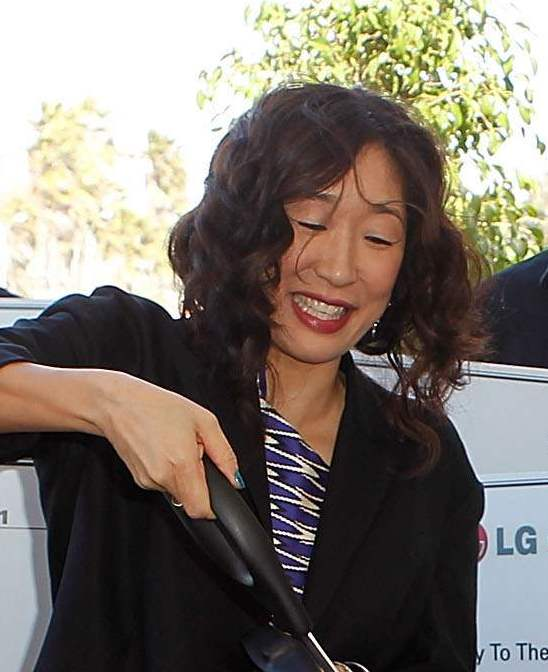
Sandra Oh als Independent Spirit Awards, 2011.

Sandra Miju Oh (Nepean, Ontario, Canadà, 20 de juliol de 1971) és una actriu canadenca d'ascendència sud-coreana que ha obtingut popularitat en interpretar el paper de la doctora Cristina Yang a la sèrie de televisió estatunidenca Grey's Anatomy, a més d'aparèixer en nombroses pel·lícules.

## Biografia
Els seus pares són Joon Soo i Young Nam, que emigraren al Canadà a finals dels anys 60. Ella començà ballant i actuant ja de petita.
A l'escola secundària continuà els seus estudis de ballet i d'actuació. Més endavant assistí a classes d'interpretació i freqüentà alguns clubs d'actuació.

## Carrera
Es va fer una mica més coneguda al Canadà amb la pel·lícula Double Happiness, amb la qual guanyà el Premi Genie a la millor actriu. Entre les seves altres pel·lícules canadenques hi ha Long Life, Happiness & Prosperity i Last Night. També guanyà el FIPa d'Or a la millor actriu al Festival de Cannes per la seva actuació a The Diary of Evelyn Lau.
Sandra Oh és molt coneguda als Estats Units pels seus papers a les pel·lícules Under the Tuscan Sun i Entre copes. En el món de la televisió es feu popular amb el seu paper de la doctora Cristina Yang a la sèrie Grey's Anatomy, pel qual guanyà un Globus d'Or i ha rebut cinc nominacions als Premis Emmy.

## Filmografia
- Double Happiness (1994)
- Bean (1997)
- Bad Day on the Block (1997)
- L'última nit (Last Night) (1998)
- The Red Violin (1998)
- Permanent Midnight (1998)
- Guinevere (1999)
- Waking the Dead (2000)
- Dancing at the Blue Iguana (2000)[5]
- The Princess Diaries (2001)
- The Frank Truth (2001)
- Big Fat Liar (2002)
- Full Frontal (2002)
- Long Life, Happiness & Prosperity (2002)
- Rick (2003)
- Under the Tuscan Sun (2003)
- Wilby Wonderful (2004)
- Entre copes (2004)
- Mulan II (2004)
- Hard Candy (2005)
- Break a Leg (2005)
- Casaments per encàrrec (Cake) (2005)
- 3 Needles (2005)
- Sorry, Haters (2005)
- The Night Listener (2006)
- For Your Consideration (2006)
- Ramona and Beezus (2010)
- Rabbit Hole (2011)
- Tammy (2014)

## Premis i nominacions[calcitació]

### Premis
- 2006: Globus d'Or a la millor actriu secundària en sèrie, minisèrie o telefilm per Grey's Anatomy

### Nominacions
- 2005: Primetime Emmy a la millor actriu secundària en sèrie dramàtica per Grey's Anatomy
- 2006: Primetime Emmy a la millor actriu secundària en sèrie dramàtica per Grey's Anatomy
- 2007: Primetime Emmy a la millor actriu secundària en sèrie dramàtica per Grey's Anatomy
- 2008: Primetime Emmy a la millor actriu secundària en sèrie dramàtica per Grey's Anatomy
- 2009: Primetime Emmy a la millor actriu secundària en sèrie dramàtica per Grey's Anatomy